# Hafida Hizem
Hafida Hizem (20 april 1979) is een Marokkaans atlete, die gespecialiseerd is in de marathon.
Haar beste prestatie is het winnen van de marathon van Napels in 2004 met een persoonlijk record van 2:36.02. Ze won in 2003 de marathon van Prato en in 2004 won ze de marathon van Trevise.

## Persoonlijk records
| Afstand        | Prestatie | Plaats              | Datum            |
| -------------- | --------- | ------------------- | ---------------- |
| 5000 m         | 17.58,73  | Peking              | 1 september 2001 |
| 20 km          | 1:09.36   | Alphen aan den Rijn | 11 maart 2007    |
| halve marathon | 1:09.36   | Ostia               | 29 februari 2004 |
| marathon       | 2:31.30   | Frankfurt am Main   | 29 oktober 2006  |

## Palmares

### 5000 m
- 2001: 17e Universiade - 17.58,73

### Marathon
- 2003: 4e marathon van Rome - 2:36.26
- 2003:  marathon van Prato - 2:41.03
- 2004:  marathon van Trevise - 2:37.58
- 2004:  marathon van Napels - 2:36.02
- 2004: 27e OS - 2:40.46
- 2006:  marathon van Frankfurt - 2:31.30

### veldlopen
- 2004: 65e WK (lange afstand) - 30.23